# Nízkosacharidová dieta

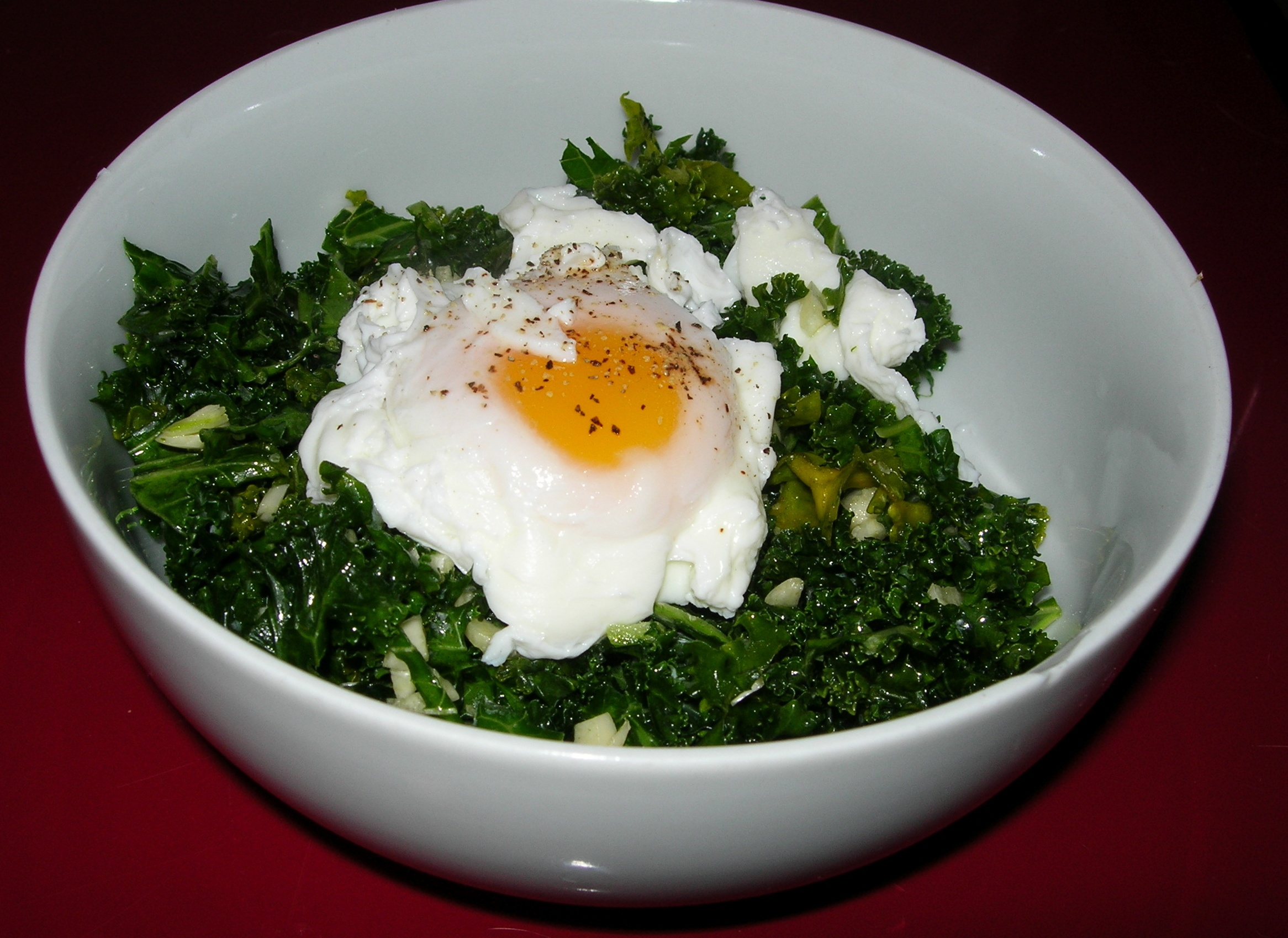
Příklad nízkosacharidového pokrmu – kapusta a sázená vejce.

Nízkosacharidová dieta (nízkosacharidové stravování, low carb) je typ stravování, který omezuje příjem sacharidů ve srovnání s průměrnou stravou. Potraviny s vysokým obsahem sacharidů (např. cukr, chléb, těstoviny) jsou omezené a nahrazují se potravinami obsahujícími vyšší procento tuků a bílkovin (např. maso, drůbež, ryby, korýši, vejce, sýr, ořechy a semena).
Chybí standardizace toho, kolik musí mít strava s nízkým obsahem sacharidů, což má komplikovaný výzkum. Jedna definice z Americké akademie rodinných lékařů specifikuje stravu s nízkým obsahem sacharidů jako obsah s méně než 20 % sacharidů.[zdroj?]
Extrémní formou nízkosacharidové diety je ketogenní dieta, jejíž dodržování vede ke změněnému metabolickému stavu organismu, ketóze.

## Povolené potraviny (výběr)
Stručný přehled povolených potravin:
- maso: hovězí, vepřové, drůbež, ryby, mořské plody, uzeniny, jerky atd.
- vejce: slepičí, kachní, křepelčí atd.
- tuky a oleje: máslo, sádlo, olivový, kokosový olej a mléko, avokádový olej, majonéza
- ořechy a semena: mandle, vlašské, pekanové, lískové, makadamové ořechy, sezam, konopná, lněná, dýňová semínka
- zelenina: všechna, s mírou batáty, řepa, mrkev a další s vyšším obsahem sacharidů
- ovoce: bobuloviny („berries“) – borůvky, maliny, ostružiny, jahody…
- mléčné výrobky: máslo, mascarpone, tučná smetana, mozzarella, tučné sýry

## Nepovolené potraviny (výběr)
Stručný přehled nepovolených potravin:
- obiloviny: pečivo, cereálie, jáhly, špalda, žito, těstoviny…
- ovoce: sušené ovoce, banány, pomeranč, grep, hroznové víno…
- tuky: margaríny, slunečnicový, řepkový a většina dalších olejů